# Flügelrad-Durchflussmesser

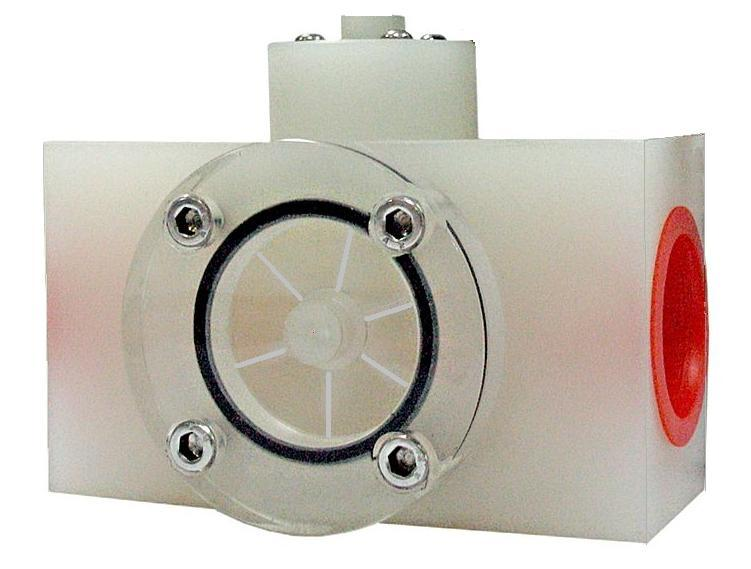
Flügelrad-Durchflussmesser

Schnitt / Flügelrad-Durchflussmesser

Unter dem Begriff Flügelrad-Durchflussmesser versteht man einen hermetisch abgeschlossenen Durchflussgeber, der als Kernstück ein eingelagertes Flügelrad besitzt und vom jeweiligen Durchflussmedium in eine Drehbewegung gebracht wird.

## Funktion
Die Drehbewegung des Flügelrades wird berührungslos und rückwirkungsfrei auf einen am Gehäuse angebrachten Magnetfeld-gesteuerten Impulsgeber übertragen. Dieser verwandelt die Drehbewegung durchflussproportional in ein Frequenzsignal. Die nachgeschaltete Auswerteelektronik generiert das Signal wahlweise als Anzeige, analogisiert es (0 oder (4)-20 mA, 0-10 V), zählt die Messwerte oder kann auch zum Schalten von Grenzkontakten verwendet werden.

Signalübertragung vom Flügelrad

Die Flügelradtechnik hat sich beim Messen und Überwachen von Durchflüssen unterschiedlichster Medien durch Rohrleitungen weltweit millionenfach bewährt.
Die modulare Bauweise der Flügelraddurchflussmesser macht sie universell verwendbar, preiswert und platzsparend im Einsatz.
Die Auswerteelektronik muss jedoch abgeglichen und auf den Messwertgeber abgestimmt sein. Eine Nachrüstung für andere Messbereiche ist bei gleichzeitiger Neujustierung mit einem Vergleichsgerät jederzeit vor Ort möglich.

## Anwendungen
Flügelrad-Durchflussmesser werden zum Messen und Überwachen von Flüssigkeiten eingesetzt. Aufgrund der kompakten Bauweise kann das Messgerät auch bei Maschinen mit beengten Platzverhältnissen eingesetzt werden. Die große Anzahl an Auswertemöglichkeiten der Impulse gibt dem System ein weites Anwendungsfeld.

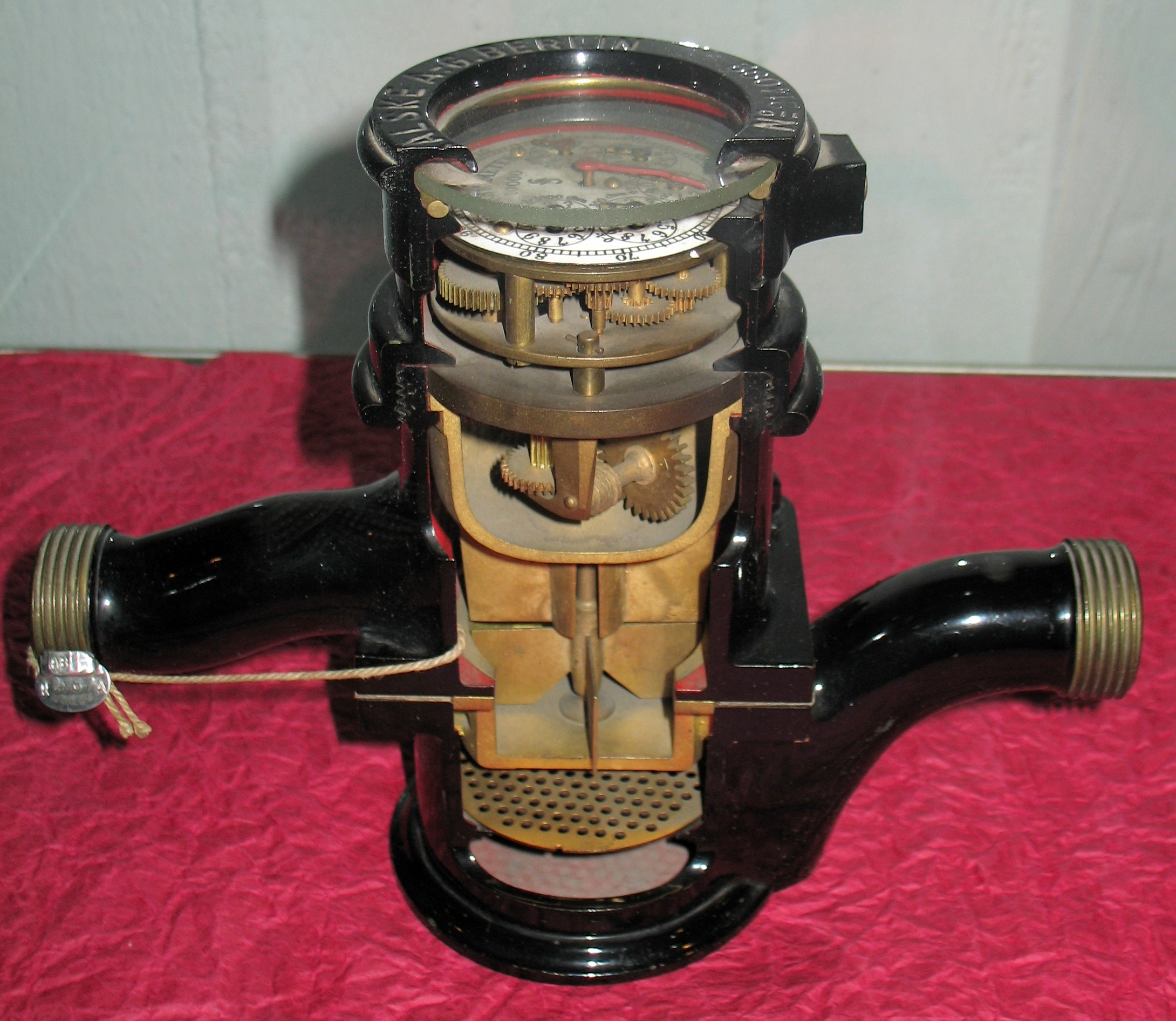
Schnitt durch einen historischen Flügelrad-Wasserzähler

Einfache Flügelradzähler hingegen werden als Hauswasserzähler und Wohnungswasserzähler benutzt, dienen aber auch in Heißwasserausführung als Volumenmessteil für kleinere Wärmemengenzähler.

## Bauarten
Ausführungen in Kunststoff, Messing oder Edelstahl werden je nach Hersteller angeboten.
Vorortanzeige mit und ohne Alarmkontakten, Trendanzeige, Impuls-, Schalt- oder Analogausgang sind als Optionen erhältlich.

## Durchflussanzeiger, Durchflusswächter
Eine vereinfachte Form dient nicht zum Messen, sondern nur zum Überwachen von Durchfluss in Anlagen oder im Labor – etwa durch eine Kühlwasserleitung eines Destillationskühlers – per einfachem Augenschein. Ausführungen können ein signalrotes Flügelrad in Kaplanturbinen- oder Mühlrad-Form enthalten, oder aber ein farbiges Kügelchen mit ähnlicher Dichte wie die (transparente) Flüssigkeit aufweisen, das in einem Ringkanal umläuft, wenn der tangierende Kanal durchströmt wird.
Eine typische Anwendung eines Durchflussanzeigers mit Flügelrad in einem Schauglas ist an den Zapfsäulen einiger Tankstellen. Hier kann mit einem Blick kontrolliert werden, ob der Kraftstoff beim Tanken korrekt gefördert wird und ob sich Luft im System befindet, was vermieden werden muss, da es die Messung verfälschen würde (daher der Hinweis „blasenfrei zapfen“).